# Aphodiini
Aphodiini Leach, 1815 sono una tribù di coleotteri della famiglia Scarabaeidae.
Per le caratteristiche fisiche, l'anatomia, il comportamento, l'habitat e la fenologia si rimanda alla voce Aphodiinae.

## Descrizione
Nello specifico questa tribù si differenzia dalle altre dal punto di vista tassonomico per le seguenti caratteristiche fisiche:
- gli speroni apicali delle metatibie sono distanziati l'uno dall'altro in modo che il primo articolo tarsale risulta articolato proprio fra gli speroni.
- gli sterniti addominali non sono fusi l'uno con l'altro.
- l'edeago ha il fallobase fortemente convesso, visto dorsalmente, è arrotondato ai lati e fortemente gibboso prima della base.
- la base stessa ha il margine obliquamente troncato.

## Biologia
Molte specie appartenenti a questa tribù compiono il proprio ciclo vitale negli escrementi, una minoranza di esse presenta invece abitudini saprofaghe.

## Tassonomia
Di questa tribù in Italia si annoverano allo stato attuale (anno 2006) circa 55 generi e 128 specie; di 3 generi e 26 specie si ha bisogno di ulteriori conferme, al momento possono considerarsi dubbi.
Generi presenti in Italia:
- Acanthobodilus
- Acrossus
- Agoliinus
- Agolius
- Agrilinus
- Alocoderus
- Amidorus
- Ammoecius
- Anomius
- Aphodius
- Biralus
- Bodiloides
- Bodilopsis
- Bodilus
- Calamosternus
- Chilothorax
- Colobopterus
- Coprimorphus
- Erytus
- Eudolus
- Euheptaulacus
- Euorodalus
- Esymus
- Eupleurus
- Heptaulacus
- Labarrus
- Limarus
- Liothorax
- Loraphodius
- Loraspis
- Mecynodes
- Megatelus
- Melinopterus
- Neagolius
- Nialus
- Nimbus
- Nobiellus
- Nobius
- Oromus
- Otophorus
- Oxyomus
- Paracoptochirus
- Parammoecius
- Phalacronothus
- Plagiogonus
- Planolinoides
- Planolinus
- Pseudacrossus
- Pubinus
- Rhodaphodius
- Sigorus
- Subrinus
- Teuchestes
- Trichonotulus
- Volinus